# Ilyas Khoja
Ilyas Khoja (gestorven in 1368) was kan van Transoxanië (1363) en van Moghulistan (1363-1368). Hij was de zoon van Tughlugh Timoer.
In 1363 nam Tughlugh Timoer bezit van Transoxanië, executeerde veel van de opstandige lokale leiders en benoemde Ilyas Khoja tot gouverneur. Vanwege de hardheid van het regime kwamen velen in opstand, onder anderen Amir Hoessein van de Kara'unas en Timoer van de Barlas. Samen streden ze tegen de Mongolen en de lokale stammen die loyaal aan Ilyas Khoja waren en uiteindelijk wisten ze hen te verslaan. Al snel stierf Tughlugh Timoer en ging Ilyas Khoja naar Moghulistan om de macht over te nemen.
In 1365 keerde Ilyas terug naar Transoxanië. In mei versloeg hij Amir Hoessein en Timoer, maar toen hij de stadspoorten van Samarkand bereikte, weigerden de inwoners om hen binnen te laten. De belegering die volgde verliep rampzalig, waarop Ilyas zich terugtrok uit Transoxanië.
Ilyas stierf in 1368, waarna Qamar ad-Din de macht overnam. Qamar was waarschijnlijk verantwoordelijk voor Ilyas dood. Een groot gedeelte van Ilyas' familie werd vermoord, maar zijn broer Khizr Khoja werd verborgen en zou uiteindelijk de macht over Moghulistan terugveroveren.